# Spadassin
Un spadassin est à l'origine un homme qui se bat à l'épée pour sa gloire, un ferrailleur qui recherche les duels. Par la suite le terme a désigné un tueur à gages.
Le terme est utilisé en 1534 dans Gargantua de Rabelais.
On trouve des spadassins en particulier dans certaines pièces de William Shakespeareou de Molière, par exemple dans Les Fourberies de Scapin (Molière) ou Dom Juan (Molière), mais aussi dans les opéras (Rigoletto de Verdi), les romans ou les films de cape et d'épée, comme Le Bossu ou Le Capitaine Fracasse.